# JetConnect
JetConnect ist eine neuseeländische Fluggesellschaft mit Sitz in Auckland und Basis auf dem Flughafen Auckland. Sie ist eine Tochtergesellschaft der Qantas Airways und somit Mitglied der Luftfahrtallianz oneworld.

## Geschichte
Das Unternehmen wurde im Juli 2002 gegründet und nahm den Flugbetrieb im Oktober 2002 auf. Bis 9. Juni 2009 betrieb JetConnect auch inländische Verbindungen der Qantas in Neuseeland, welche nun von Jetstar Airways, ebenfalls eine Tochtergesellschaft der Qantas, betrieben werden. Ziele waren Auckland, Wellington, Rotorua, Christchurch und Queenstown.

## Flugziele
JetConnect bedient unter der Marke Qantas internationale Verbindungen zwischen Australien und Neuseeland.

## Flotte
Mit Stand November 2018 sind keine Flugzeuge mehr auf JetConnect registriert.